# Serik Säpijev
Serik Zjumanghaliuly Säpijev (kazakiska: Серік Жұманғалиұлы Сәпиев), född 16 november 1983 i Abaj i Kazakiska SSR, är en kazakisk boxare som tog OS-guld i welterviktsboxning 2012 i London. 